# رينالدو إلياس دا كوستا
رينالدو إلياس دا كوستا (بالبرتغالية: Reinaldo Elias da Costa‏) المعروف باسم رينالدو (ولد في 13 يونيو 1984) هو لاعب كرة قدم أسترالي الجنسية برازيلي المولد يلعب في برسيجا جاكارتا الإندونيسي كمهاجم.

## المسيرة الرياضية
ولد رينالدو في إيتابيريتو بالبرازيل وهو يلعب كمهاجم وبدأ مسيرته الكروية الاحترافية في نادي أمريكا البرازيلي في عام 2004 حيث أصبح لاعباً أساسياً وهدافاً رائداً للنادي. في وقت لاحق من ذلك الموسم خضع لفترة تجربة في فاينورد الهولندي لمدة شهرين حتى وقع مع كورينثيانز ألاغانو.
في أول عام له مع كورينثيانز ألاغانو سجل رينالدو 18 هدفاً وساعدهم على التقدم إلى المرحلة الثانية من الدوري. بينما كان كوينزلاند رور في الدوري الأسترالي يناضل من أجل تحقيق أهدافه طوال الموسم واختاره لشراء لاعب على أساس إعارة بدلاً من الانتقال مع إغلاق نافذة الانتقالات. على الرغم من تواجد الهداف أليكس بروسك فإن كوينزلاند رور افتقر إلى شيء أمام المرمى.

### بريزبان رور
البحث عن مهاجم يمكن أن ينقذ موسم كوينزلاند من خلال تسجيل الأهداف على أساس منتظم وأوصى الكشافة برينالدو وبعد مشاهدة العديد من أقراص الفيديو الرقمية للمهاجم المثير للإعجاب وقع كوينزلاند رور معه على أساس إعارة لمدة أربع مباريات. سجل رينالدو هدفين وكان رائعا في جميع المباريات الست خلال فترة إعارته القصيرة إلى كوينزلاند رور ولكن كان الأوان قد فات بالنسبة إلى كوينزلاند رور الذي خسر التأهل إلى النهائيات في نهاية المطاف.
خلال موسم الخروج من الدوري خسر كوينزلاند رور الفائز بالحذاء الذهبي أليكس بروسك الذي انتقل إلى بطل 2005-06 سيدني وعلى الرغم من فوز بروسكي بجائزة الحذاء الذهبي الافتتاحية إلا أن عدم تناسقه أدى إلى قبول النادي لمغادرته. كافأت كوينزلاند رور رينالدو بعقد لمدة عامين بعد مفاوضات مع كورينثيانز ألاغانو.
في موسم 2006-07 كان رينالدو عضوا قيما في الفريق لكنه اعترف في نهاية الموسم أنه يعتقد أن موسمه كان فاشلا بعد تسجيله 4 أهداف فقط في 18 مباراة. لقد خرجوا فقط من النهائيات في ذلك العام في ظروف مفجعة.

#### موسم 2007-08
قبل بداية موسم 2007-08 ذكر رينالدو أن هذا كان موسم «أفعل أو أموت» وكان جاهزًا لسنة كبيرة. غير قادر على تسجيل الأهداف في بداية الموسم فإن ثقة رينالدو بنفسه انخفضت وانتقد من قبل وسائل الإعلام وجماهير كوينزلاند رور. ومع ذلك في الجولة 11 ضد أديلايد يونايتد كسر رينالدو الجفاف وسجل بتسديدة كرة قوية وهي طائرة من داخل منطقة الجزاء. ثم سجل هدفين آخرين ضد ويلينغتون فينيكس بما في ذلك كعب خلفي من عرضية منخفضة من مات مكاي. سجل سبعة أهداف أخرى ليساهم في تأهل كوينزلاند رور إلى أول نهائيات في الدوري الممتاز.
بعد موسم غير مكتمل لرينالدو والذي تضمن جائزة الحذاء الذهبي للنادي برصيد تسعة أهداف دخل بعد ذلك في كتب تاريخ الدوري الأسترالي وبريزبان رور عندما سجل ما قاله ليكون واحدا من أكبر الأهداف في تاريخ الدوري. حصل على تمريرة من كريغ مور على خط المنتصف وتمكن من تسديد الكرة في الجهة اليسرى وتغلب على مدافع سيدني مارك ميليغان بمنعطف أنيق وسدد الكرة في الزاوية اليمنى العليا من الشباك من زاوية حادة. النهاية المدهشة ساعدت في تقدم بريزبان رور في النهائي التمهيدي.

#### الرحيل والعودة
تم بيع رينالدو إلى بوسان أي بارك في دوري كوريا الجنوبية بعد نهاية موسم 2007-08 بسبب رغبته في تطوير كرة القدم في آسيا. تم الاتفاق على رسم بين بوسان أي بارك وكوينزلاند رور ورينالدو وافق على عقد لمدة عامين مع النادي الكوري. ومع ذلك لأسباب شخصية غادر رينالدو بوسان أي بارك على اتفاق إنهاء مشترك وعاد إلى كوينزلاند رور في موسم 2008-09. وقع عقدا لمدة 3 سنوات مع النادي وتم كشف النقاب عنه مرة أخرى في 31 يوليو 2008.
لعب مباراته رقم 50 مع كوينزلاند رور في الخسارة 4-2 أمام سنترال كوست مارينرز في الجولة الثالثة في ملعب صنكورب في موسم 2008-09. لعب في الجولة التاسعة هذا الموسم وغاب عن بقية الموسم بسبب نوبة حادة من التهاب العانة. في سبتمبر 2010 أصبح رينالدو مواطنا أستراليا.

### الأندية العربية
أفيد أن رينالدو سيترك كوينزلاند رور ويذهب للعب في قطر مع الوكرة على صفقة لمدة عامين تبلغ قيمتها حوالي مليوني دولار. شارك في 10 مباريات وسجل 6 أهداف قبل أن ينتقل إلى السعودية لينضم إلى الرائد.

### الصين
خلال فترة الانتقالات الشتوية في يناير 2012 تم الإعلان عن أن بكين سينوبو غوان في الدوري الصيني الممتاز قد اشترى المهاجم من الرائد السعودي مقابل مبلغ مليوني دولار على مدار عامين.
في يناير 2013 أفيد أن رينالدو قد تم إعارته إلى تشينغدو بليدز في دوري الدرجة الأولى الصيني لمدة عام واحد. ومع ذلك بقي في نهاية المطاف في بكين لموسم 2013.

### البرازيل
وقع رينالدو مع أوبيراريو من الدوري البرازيلي الدرجة الرابعة في 8 مارس 2013.

## أسلوب اللعب
رينالدو هو في الأساس هداف ويحتفظ بالكرة ليساعد زملائه في التقدم إلى الأمام. ومع ذلك فهو يتمتع بمزيد من النزعة الهجومية وكثيراً ما يتسلل ويتخطى المدافعين. معروف جيدا باحتفاله بتسجيل الأهداف بالقيام بالشقلبة الخلفية مثل روبينيو.